# El club dels divorciats
El club dels divorciats (títol original: Divorce club) és una pel·lícula francesa, dirigida per Michaël Youn, estrenada el 14 de juliol de 2020. S'ha doblat al valencià per a À Punt; també s'ha subtitulat i doblat al català oriental.
La pel·lícula va guanyar el Gran Premi del Festival Internacional de Cinema de Comèdia de L'Aup d'Uès el 18 de gener de 2020.

## Sinopsi
El Ben, després d'una separació traumàtica, es retroba amb el Patrick, amic de la infància i també divorciat de fa poc, que l'acull a la seva enorme vil·la. Amb el temps el Patrick també acull a l'Albane i el Didier també divorciades, pel que de sobte se'ls hi acut crear el Club dels Divorciats en què hi ha festa cada nit i no cal donar explicacions a ningú.

## Repartiment
- Arnaud Ducret com a Benjamin "Ben" Catala
- François-Xavier Demaison com a Patrick
- Matteo Salamone com a fill del Patrick
- Michaël Youn com a Thierry "Titi" Lemaitre
- Audrey Fleurot com l'Albane
- Caroline Anglade com a Marion Rush
- Youssef Hajdi com el Helmut
- Grégoire Bonnet com el Didier
- Jarry com el Dr. Fred Eric
- Frédérique Bel com a Sarah
- Charlotte Gabris com a Gisèle, la millor amiga de la Marion.
- Ornella Fleury com a Vanessa Pignet, exdona del Ben
- Benjamin Biolay com a Blaise
- Claudia Tagbo com a Katy Lemaitre
- David Coscas com a David
- Raphaël Carlier com a Raphaël
- Patrick Braoudé com el pare de la Sarah
- Gladys Cohen com a mare de la Sarah
- Vincent Desagnat com el mandolinista del restaurant italià
- Cartman com a el cambrer del restaurant italià
- Vincent Moscato com el propietari del sex-shop

## Localització
El rodatge va tenir lloc al sud de França, a la vil·la La Folie a Lo Pradet i a les ciutats de Marsella i Ais de Provença.